# Heodes pyrenemontana
Heodes pyrenemontana är en fjärilsart som beskrevs av Ruggero Verity 1929. Heodes pyrenemontana ingår i släktet Heodes och familjen juvelvingar. Inga underarter finns listade i Catalogue of Life.